# Rinorea dasyadena
Rinorea dasyadena là một loài thực vật thuộc họ Violaceae. Loài này có ở Colombia, Costa Rica, và Panama.